# Afera Pegasusa
Ten artykuł dotyczy trwającego wydarzenia. Informacje w nim zamieszczone mogą się zmienić lub zdezaktualizować wraz z postępem zdarzenia, a początkowe doniesienia mogą być niepewne. Ostatnie zmiany tego artykułu mogą nie odzwierciedlać najbardziej aktualnych informacji.

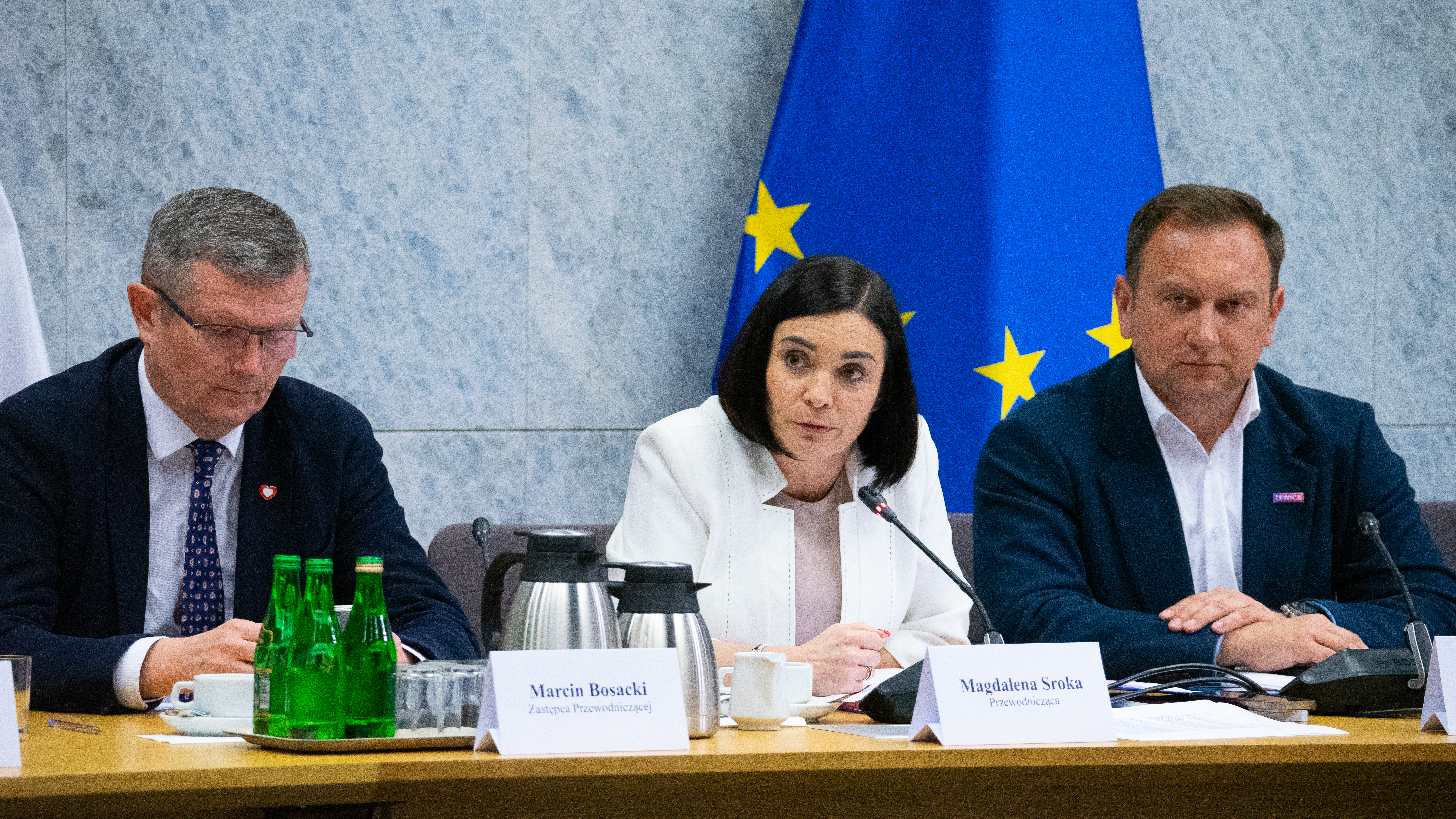
Posiedzenie komisji śledczej ds. Pegasusa

Afera Pegasusa – afera polityczna w Polsce dotycząca użycia oprogramowania szpiegującego Pegasus do podsłuchiwania polityków i działaczy opozycji w czasie rządów Prawa i Sprawiedliwości.

## Tło
Pegasus to oprogramowanie szpiegujące przeznaczone do instalacji na systemach iOS i Android opracowane i dystrybuowane przez izraelską firmę NSO Group. Po zainfekowaniu urządzenia Pegasus otrzymuje dostęp do wszystkich jego funkcji. Począwszy od lokalizacji, rejestru połączeń, zapisanych haseł, rejestrowania dźwięku (de facto umożliwiając podsłuchiwanie) kończąc na danych przesyłanych za pomocą innych aplikacji (np. Messenger).
W Polsce kontrola operacyjna jest objęta uprzednią kontrolą sądową - w większości przypadków to sąd decyduje o użyciu podsłuchu. Jednak w przypadkach „niecierpiących zwłoki”, jeżeli mogłoby to spowodować „utratę informacji lub zatarcie albo zniszczenie dowodów przestępstwa” instytucje uprawnione mogą same zarządzać kontrolą operacyjną, jednak jednocześnie muszą zwrócić się do sądu o wydanie postanowienia w tej sprawie - sąd ma pięć dni na rozpatrzenie tej sprawy. Bez udziału sądu szef ABW może zarządzić podsłuchiwanie osoby niebędącej obywatelem RP w celu „rozpoznawania, zapobiegania lub zwalczania przestępstw o charakterze terrorystycznym”. Kontrola sądów nad kontrolą operacyjną jest określana jako fasadowa i iluzoryczna. W latach 2010–2020 sądy średnio odrzucały wnioski o kontrolę operacyjną wobec 0,5% osób rocznie. Sędziowie w polskim prawie dysponują ograniczonymi możliwościami weryfikacji danych z wniosków o kontrolę operacyjną składanych przez służby.
Podsłuchiwanie danej osoby wiąże się również z podsłuchiwaniem jej rozmów, a więc i jej rozmówców.

## Zakup i użycie
Raport Citizen Lab już w 2018 r. wskazywał, że operator o nazwie roboczej ORZELBIALY rozprzestrzeniał Pegasusa, wykorzystując sieci komórkowe należące do Polkomtel, Orange Polska, T-Mobile Polska, PROSAT, Vectra i Netia. Sposób działania Pegasusa nie wymaga jednak zgody operatorów telekomunikacyjnych na rozprzestrzenianie przy użyciu ich sieci. W 2018 r. Najwyższa Izba Kontroli w komunikacie prasowym wykazała, że Centralne Biuro Antykorupcyjne otrzymało 25 mln zł od Ministerstwa Sprawiedliwości ze środków pochodzących z Funduszu Sprawiedliwości. W 2019 r. dziennikarskie śledztwo reporterów programu Czarno na białym powiązało kwotę przekazaną CBA z zakupem za pośrednictwem jednej z warszawskich firm informatycznych oprogramowania do inwigilacji. Z prośbą o wyjaśnienia do sejmowej Komisji ds. Służb Specjalnych i premiera wystąpił Rzecznik Praw Obywatelskich. W odpowiedzi sekretarz Kolegium ds. Służb Specjalnych określił zarzuty RPO za bezpodstawne, nie odnosząc się do samego potencjalnego zakupu Pegasusa przez CBA. W krótkim oświadczeniu CBA zaprzeczyło kupnu „systemu masowej inwigilacji Polaków”. 16 października 2019 w sprawie kupna Pegasusa odbyło się zamknięte posiedzenie sejmowej Komisji ds. Służb Specjalnych. Komisja nie skorzystała z przysługującego jej prawa do sporządzenia komunikatu dla mediów z posiedzenia.
W 2020 r. dziennikarze „Rzeczypospolitej” ustalili, że system Pegasus był wykorzystany do zatrzymania przez CBA byłego ministra Sławomira Nowaka. Z racji pracy Nowaka w sztabie wyborczym opozycyjnego kandydata na Prezydenta RP Rafała Trzaskowskiego dziennikarze i środowiska opozycyjne zwrócili uwagę na możliwość inwigilacji sztabu Rafała Trzaskowskiego podczas kampanii wyborczej. W odpowiedzi minister koordynator Służb Specjalnych Mariusz Kamiński nie potwierdził wykorzystania Pegasusa i zaprzeczył inwigilacji sztabu opozycji. W lipcu 2021 r., w związku z aferą dotyczącą inwigilacji prezydenta Francji została opublikowana lista stron internetowych potencjalnie wykorzystywanych do rozprzestrzeniania. Wśród 1406 opublikowanych adresów dwa wskazują na polską stronę internetową e-monitoring-przesylek i e-prokuror.info.

## Reakcje
Sprawa kupna i wykorzystania przez CBA systemu Pegasus ożywiła w Polsce dyskusję nad wydolnością systemu kontroli i nadzoru nad służbami specjalnymi. W 2019 r. z inicjatywy Rzecznika Praw Obywatelskich zespół ekspertów złożony z przedstawicieli organizacji pozarządowych, byłych polityków i funkcjonariuszy przygotował raport Osiodłać Pegaza wskazujący na archaiczność polskiego systemu nadzoru i kontroli nad służbami, postulujący utworzenie niezależnego organu kontroli. Kontrowersje związane z ujawnionym przez Citizen Lab kupnem i używaniem programu Pegasus w czasie rządów Prawa i Sprawiedliwości doprowadziły do powołania 12 stycznia 2022 nadzwyczajnej komisji senackiej ds. nielegalnej inwigilacji.
Według raportu końcowego komisji w Polsce Pegasusa używano w „stopniu niezwykle agresywnym”, zaś kupno i wykorzystanie Pegasusa było nielegalne i stanowiło „rażące naruszenie norm konstytucyjnych”. Komisja skierowała wnioski do prokuratury wobec osób, które związane były z nabyciem i użytkowaniem programu. Wśród nich znaleźli się m.in.: Mariusz Kamiński, Bogdan Święczkowski, Ernest Bejda, Michał Woś i Piotr Patkowski.
Citizen Lab potwierdziło pięć przypadków stosowania Pegasusa w Polsce; według laboratorium oprogramowania użyto wobec Krzysztofa Brejzy, Romana Giertycha, Ewy Wrzosek (prokurator, członek stowarzyszenia Lex super omnia, krytyczka zmian w sądownictwie wprowadzonych w czasie rządów Prawa i Sprawiedliwości), Michała Kołodziejczaka i Tomasza Szwejgierta (dziennikarz i zastępca redaktora naczelnego portalu Służby specjalne, współautor książki o ministrze Mariuszu Kamińskim). Amnesty International potwierdziło, że Pegasusa użyto przeciwko Krzysztofowi Brejzie (Brejza miał być inwigilowany w czasie kampanii wyborczej przed wyborami parlamentarnymi w 2019 roku, w czasie kampanii pełnił funkcję szefa sztabu wyborczego Koalicji Obywatelskiej), a ponadto potwierdziło ślady prób zainfekowania Pegasusem na telefonach Ryszarda Brejzy (prezydent Inowrocławia i ojciec Krzysztofa Brejzy) i Magdaleny Łośko (asystentka Krzysztofa Brejzy).
W 2022 roku w Parlamencie Europejskim powołano komisję śledczą ds. zbadania stosowania oprogramowania Pegasus i równoważnego oprogramowania szpiegowskiego służącego inwigilacji. Według raportu końcowego tej komisji użycie Pegasusa należy postrzegać jako część kryzysu praworządności związanego z rządami Prawa i Sprawiedliwości, korzystanie z tego oprogramowania pozwoliło partii rządzącej na nadzór opozycji i krytyków rządu dla celów politycznych, zaś dane z użyciem Pegasusa posłużyły do krytyki opozycji za pośrednictwem mediów publicznych.
17 stycznia 2024 Sejm RP powołał komisję śledczą ds. czynności operacyjno-rozpoznawczych z użyciem Pegasusa. Zakres prac komisji objął okres od 16 listopada 2015 do 20 listopada 2023. Na czele komisji stanęła Magdalena Sroka.
20 lutego 2024 r. Prokurator Generalny Adam Bodnar powołał zespół śledczy w sprawie zbadania legalności, prawidłowości oraz celowości czynności operacyjno-rozpoznawczych podejmowanych z wykorzystaniem oprogramowania PEGASUS. 18 marca 2024 r. kierownik zespołu wszczął śledztwo w sprawie przekroczenia uprawnień i niedopełnienia obowiązków przez funkcjonariuszy publicznych. W maju 2024 roku Adam Bodnar skierował pismo o uchylenie immunitetu Michała Wosia w związku z jego rolą w czasie zakupu Pegasusa.
Według informacji podanej przez ministra koordynatora służb specjalnych Tomasza Siemoniaka łącznie ponad 500 osób było inwigilowanych Pegasusem. Poza ww. osobami, wobec których użycie Pegasusa zostało potwierdzone przez Citizen Lab lub Amnesty International w charakterze świadka w śledztwie dotyczącym użycia Pegasusa do Prokuratury zostali również wezwani m.in. generał Waldemar Skrzypczak, prezydent Sopotu Jacek Karnowski oraz polityk Prawa i Sprawiedliwości należący do tzw. zakonu PC Marek Suski.
Od września 2021 r. NSO Group, izraelski producent Pegasusa odmawiał przedłużenia licencji subskrypcyjnej na Pegasusa, przez co korzystanie z Pegasusa przez polskie służby stało się niemożliwe.